# Mars Reconnaissance Orbiter
Mars Reconnaissance Orbiter – amerykańska naukowo-telekomunikacyjna sonda kosmiczna, wystrzelona przez NASA w kierunku Marsa przy pomocy rakiety Atlas V 12 sierpnia 2005 roku. Na orbitę planety sonda weszła 10 marca 2006 roku. Początkowo była to wydłużona orbita eliptyczna, którą zacieśniła korzystając z tzw. hamowania atmosferycznego. Celem misji MRO jest poszukiwanie podziemnych złóż wody, badanie obecnego klimatu oraz odnajdywanie wskazówek, które pomogłyby w rekonstrukcji modelu klimatycznego planety sprzed milionów lat. Ponadto sonda ma wytypować miejsca do lądowania przyszłych misji automatycznych oraz planowanych wypraw załogowych na Czerwoną Planetę. Sonda MRO jest najnowocześniejszym pojazdem kosmicznym, jaki kiedykolwiek został wysłany z Ziemi na orbitę Czerwonej Planety. Naukowcy oczekują, że sonda zbierze więcej informacji niż wszystkie poprzednie misje marsjańskie razem wzięte. Zakończenie misji nastąpi w latach 2016–2026. Całkowity koszt misji szacowano na ok. 720 milionów USD.

## Cele misji
- Wykonanie szczegółowych zdjęć Marsa
- Zbadanie klimatu Marsa
- Ułożenie modelu ewolucji Marsa
- Zbadanie atmosfery planety
- Zbadanie wody podpowierzchniowej
- Podtrzymywanie łączności z łazikami Mars Exploration Rover i Curiosity (misja Mars Science Laboratory) oraz lądownikiem Phoenix

## Budowa

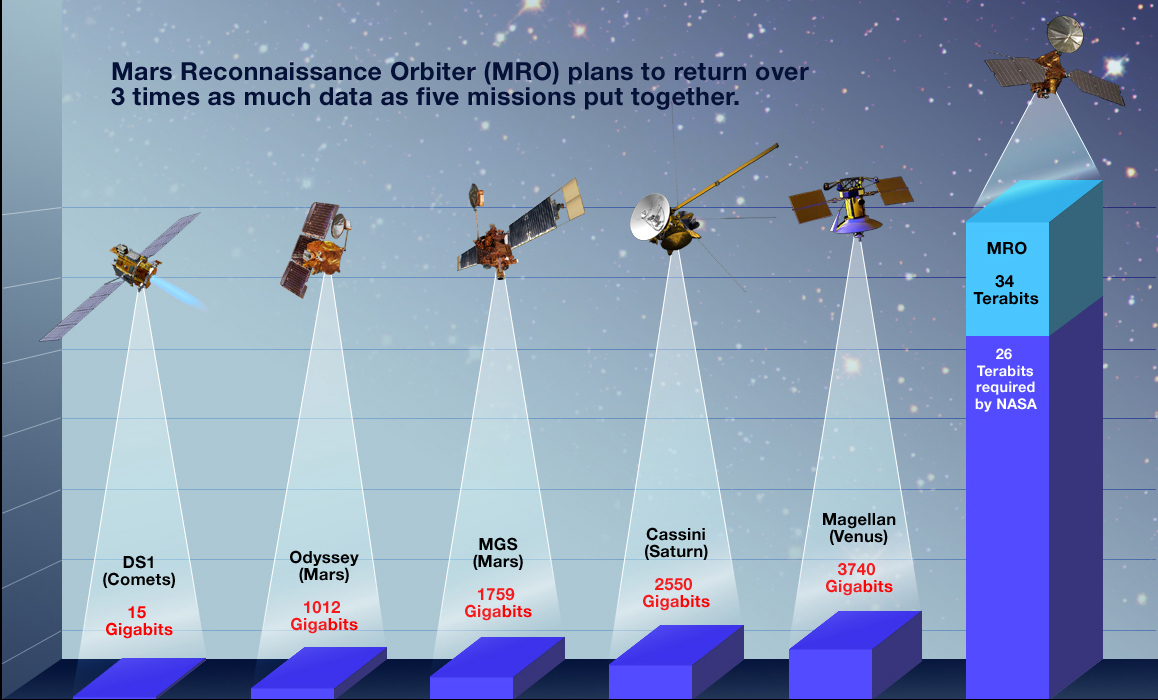
Ilość danych przesłana przez Mars Reconnaissance Orbiter w porównaniu do innych misji

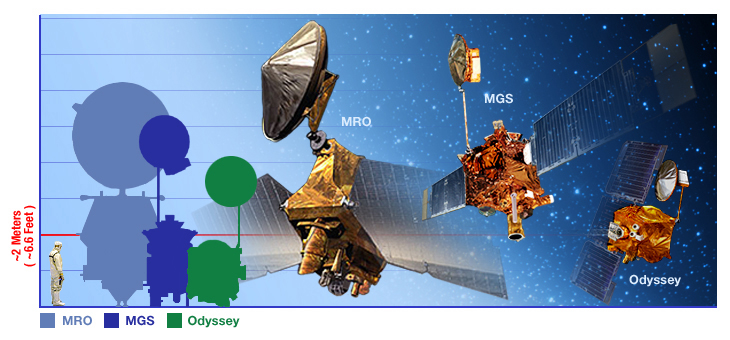
Porównanie sondy Mars Reconnaissance Orbiter z wcześniejszymi orbiterami

Masa orbitera przy starcie wynosiła ponad 2 tony, z czego 1 tona (czyli połowa) to masa netto – bez paliwa potrzebnego do manewrów wejścia na orbitę i korekty pozycji w trakcie trwania misji. Dla porównania Mars Global Surveyor ważył 767 kg, 2001 Mars Odyssey 758 kg, a Mars Express 1042 kg. Ilość energii elektrycznej, jaką dysponuje sonda to około 1 kW. W swoim cyklu orbitalnym MRO systematycznie wchodzi w obszar cienia planety, zasilanie przejmują na ten czas specjalnie zaprojektowane akumulatory Ni-MH. Główny nadajnik komunikacyjny pracuje w paśmie 8 GHz. Umożliwia to przesyłanie danych przy pomocy anteny głównej o średnicy 3 m, do anten Deep Space Network, z prędkością 6 Mb/s. Oczekiwana ilość danych przesłanych na Ziemię w ciągu 2 lat planowanej misji to 32 terabity, co przekracza sumaryczną ilość danych uzyskanych ze wszystkich wcześniejszych misji JPL. Komputer pokładowy sondy został wyposażony w 133 MHz, 32-bitowy procesor RAD750 zbudowany z 10,4 milionów tranzystorów. Jest to odpowiednik procesora PowerPC 750, specjalnie przystosowany do warunków panujących w przestrzeni kosmicznej. Za przechowywanie danych odpowiedzialny jest Solid State Recorder o pojemności 160 gigabitów (20 GB), zbudowany z 700 modułów pamięci flash o pojemności 256 megabitów każdy.
Cały orbiter jest oparty na anulowanej sondzie Mars Telecommunications Orbiter (MTO), która miała jedynie utrzymywać łączność, natomiast MRO wykonuje zarówno badania, jak telekomunikację. Z projektu MTO ściągnięto system telekomunikacyjny Elektra.

## Wyposażenie naukowe

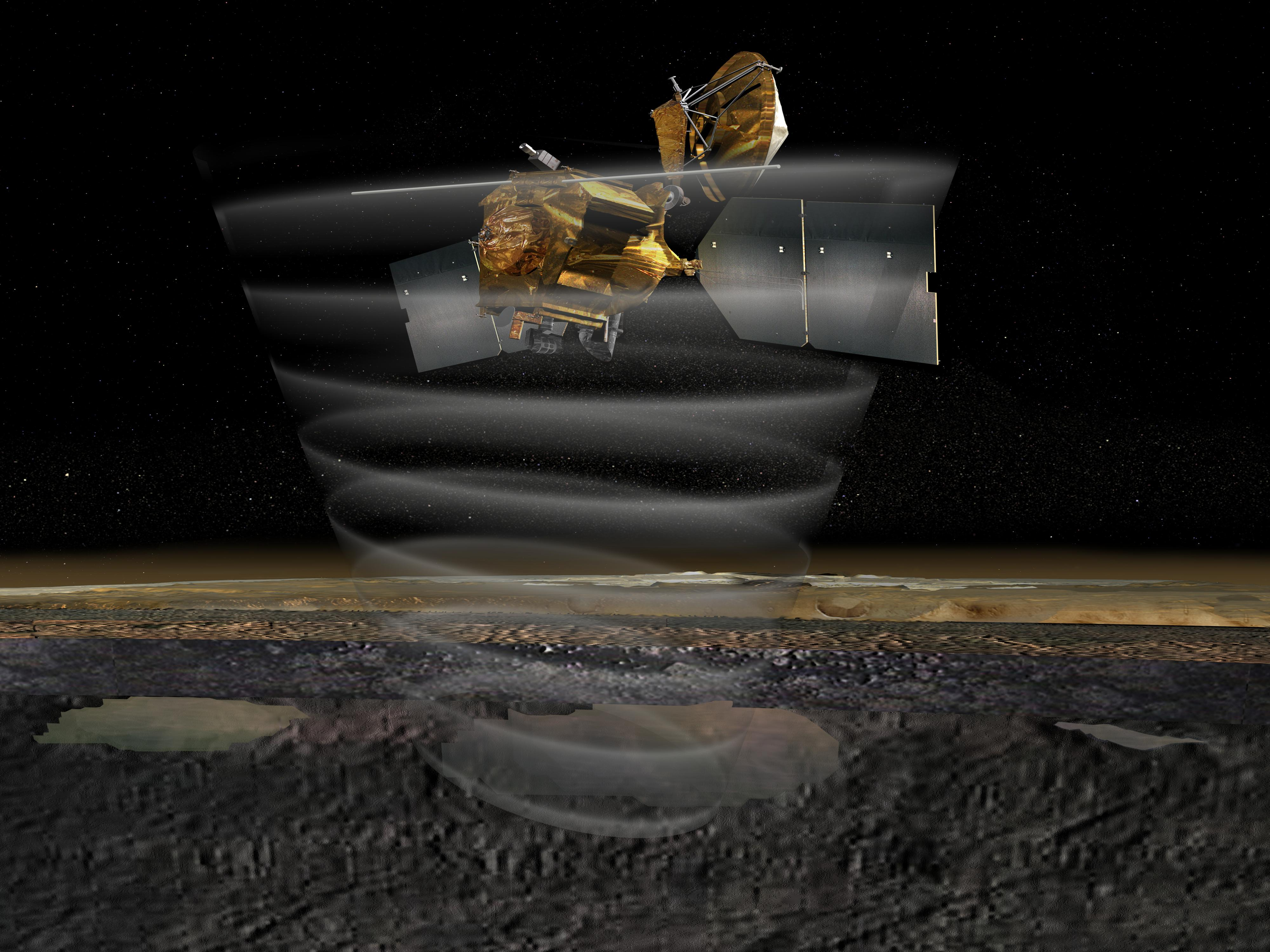
Działanie urządzenia SHARAD (wizja artysty)

- High Resolution Imaging Science Experiment (HiRISE) – kamera wysokiej rozdzielczości zdolna do uzyskania zdjęć o rozdzielczości 30 cm na piksel, poza spektrum widzialnym wykonuje też zdjęcia w podczerwieni; jedno zdjęcie wykonane przy pomocy HiRISE zajmuje 28 gigabitów. HiRISE waży 65 kg.
- Context Camera (CTX) – kamera o średniej rozdzielczości, która służy do obrazowania większych obszarów planety (rozdzielczość 8 m na piksel)
- Mars Color Imager (MARCI) – kamera, której celem jest stworzenie obrazów całego globu: umożliwi obserwację dynamiki atmosfery i powierzchni planety, a poza spektrum widzialnym wykona również zdjęcia w ultrafiolecie
- Compact Reconnaissance Imaging Spectrometer for Mars (CRISM) – spektrometr, którego celem jest odnalezienie miejsc występowania minerałów, które mogły powstać w pobliżu źródeł wody
- Mars Climate Sounder (MCS) – urządzenie przeznaczone do badania atmosfery planety, mierzy temperaturę, wilgotność oraz obecność pyłów
- Shallow Radar (SHARAD) – radar, który poszukuje podziemnych źródeł wody oraz bada wewnętrzną strukturę marsjańskich czap polarnych
- Gravity Field Investigation Package  (GFIP)
- Optical Navigation Camera  (ONC)
- Electra – system telekomunikacyjny wspomagający nawigację i podtrzymujący łączność z lądownikami i łazikami na powierzchni Marsa (MER, Phoenix, Curiosity). Pierwotnie miał się znaleźć na pokładzie Mars Telecommunications Orbiter.

## Kalendarium
| Etap                          | Termin                           | Cel                                                                               |
| Przygotowania do startu       | sierpień 2002-2005               | Budowa i montaż urządzeń, testowanie i dostarczenie sondy na Przylądek Canaveral  |
| Start                         | 12 sierpnia 2005                 | Start i początek podróży w kierunku Marsa                                         |
| Podróż                        | sierpień 2005 – marzec 2006      | Czas potrzebny na dotarcie do celu                                                |
| Wejście na orbitę wokół Marsa | 10 marca 2006 – listopad 2006    | Hamowanie przez atmosferę planety, zacieśnianie orbity, początek zbierania danych |
| Badania                       | 7 listopada 2006 – listopad 2008 | Badanie planety z orbity według celów misji                                       |
| Satelita komunikacyjny        | listopad 2008 – grudzień 2010    | Orbiter służy dodatkowo jako stacja przekaźnikowa do przesyłu danych innych misji |

## Przebieg misji

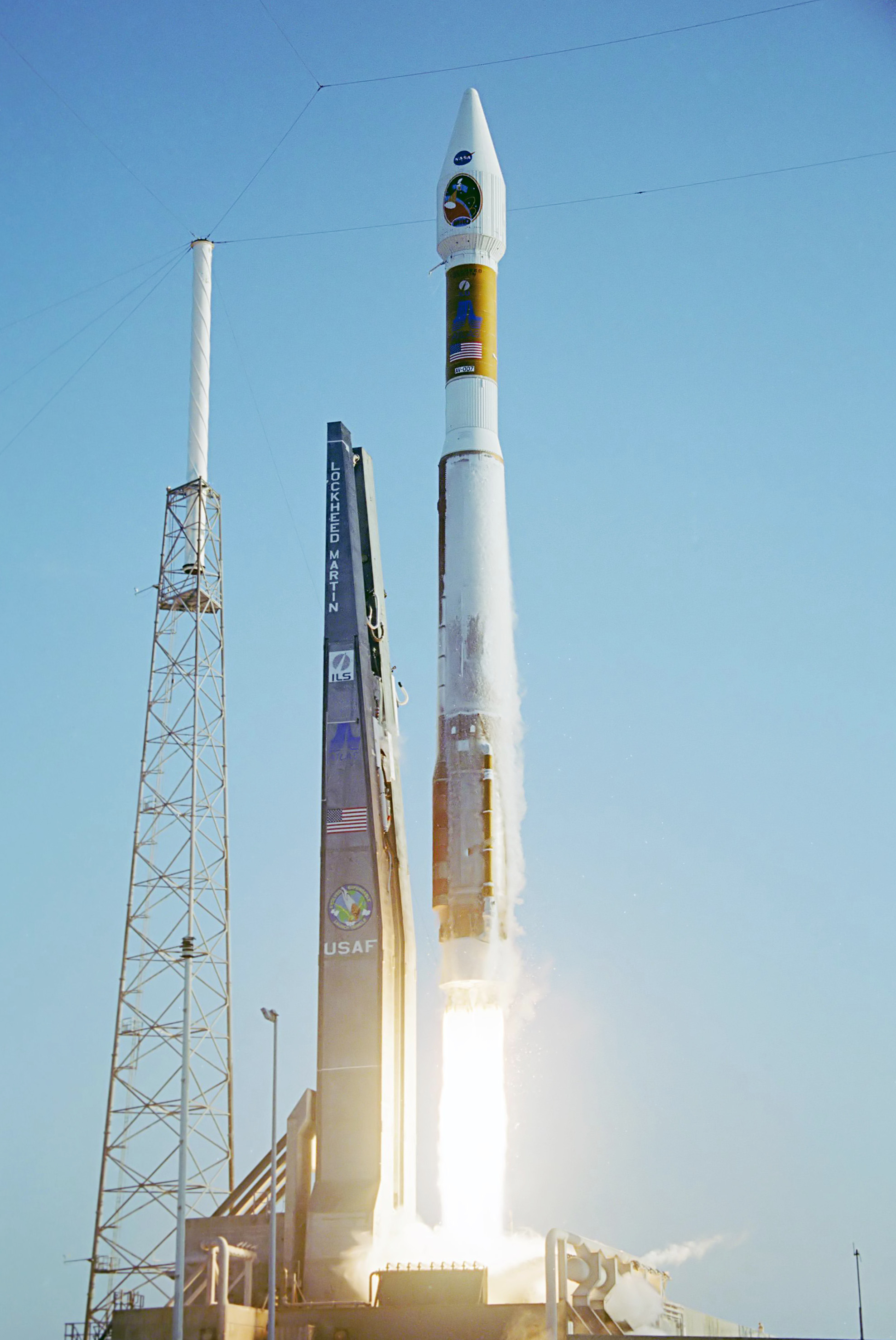
Start sondy MRO

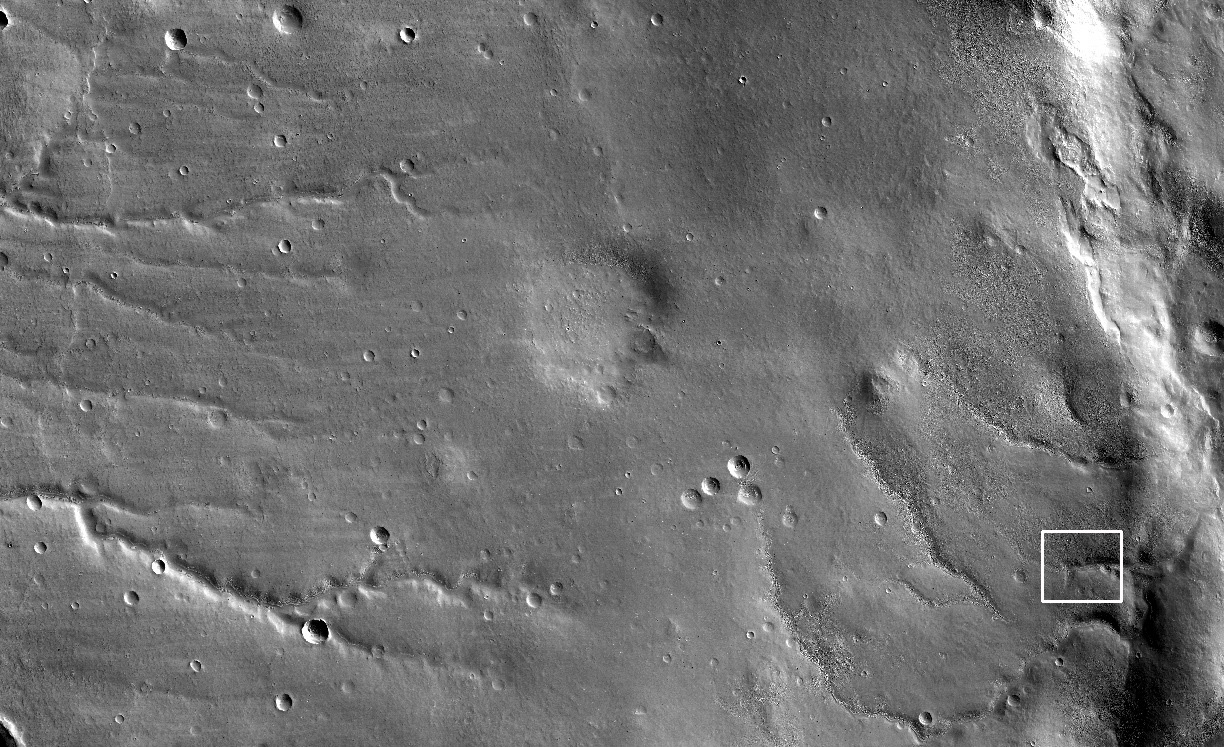
Pierwsza fotografia powierzchni Marsa wykonana przez MRO

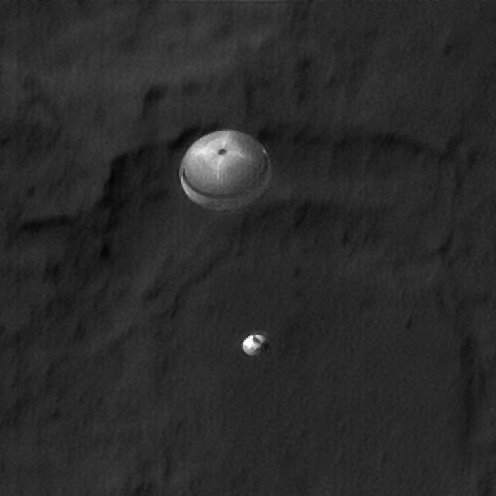
Marsjański łazik Curiosity uchwycony przez MRO podczas lądowania

10 marca 2006 roku sonda, po trwającym ponad 7 miesięcy locie, weszła pomyślnie na zaplanowaną orbitę wokół Marsa. Zakończenie trwającego 27 minut manewru przyjęto owacyjnie w ośrodku kontroli lotu agencji NASA w Pasadenie. Pojazd odpalił silniki hamujące, kiedy znajdował się po przeciwległej w stosunku do Ziemi stronie Marsa, w okresie trwającej 30 minut przerwy w łączności. Naukowcy obserwowali z napięciem manewr wejścia na orbitę, bowiem od roku 1960 z 35 misji marsjańskich aż 21 zakończyło się fiaskiem. Tylko w latach 90. XX wieku NASA straciła w rejonie Marsa dwa pojazdy badawcze – w 1993 r. sondę Mars Observer i w 1999 sondę Mars Climate Orbiter.
24 marca 2006 przy użyciu kamery HiRISE sonda wykonała pierwsze zdjęcia testowe powierzchni Marsa.
We wrześniu 2006, po trwających wiele miesięcy hamowaniu atmosferycznym oraz wykonaniu serii manewrów korekcyjnych, sonda osiągnęła orbitę docelową. 16 września rozłożono anteny radaru SHARAD.
Sonda MRO z niskiej orbity bada planetę, jej atmosferę, klimat i rzeźbę terenu. Jednym z najważniejszych zadań jest poszukiwanie śladów wody w stanie płynnym oraz miejsc nadających się na lądowiska dla przyszłych misji załogowych.
Wraz z przybyciem sondy MRO, liczba krążących wokół Marsa satelitów badawczych wzrosła do czterech – trzech amerykańskich (Mars Reconnaisance Orbiter, Mars Global Surveyor i Mars Odyssey) i jednego europejskiego (Mars Express). Było to wydarzenie bez precedensu w historii badań planetarnych. Obecnie, po awarii sondy Mars Global Surveyor, trzy z nich wciąż obserwują Marsa.
19 listopada 2006 NASA powiadomiła o pomyślnym przetestowaniu systemu komunikacji Elektra, znajdującego się na pokładzie sondy MRO. Testem była dwustronna komunikacja z łazikiem Spirit.
Powierzchnię Czerwonej Planety wciąż bada drugi z amerykańskich robotów, które wylądowały po przeciwnych stronach Marsa w 2004 roku – Opportunity (stan na luty 2013). Oba roboty wykonały dużą ilość zdjęć oraz analiz gruntu i skał, pracowały wielokrotnie dłużej niż było zakładane w projekcie. 6 października 2006 NASA opublikowała zdjęcie wykonane przez MRO przedstawiające Opportunity nad brzegiem krateru Victoria. 4 grudnia 2006 do listy sfotografowanych urządzeń dołączył Spirit, obydwie sondy Viking, a w sierpniu 2012 łazik Curiosity.